# Cindy Breakspeare
Cynthia Jean Cameron Breakspeare (* 24. října 1954, Toronto, Ontario), známá jako Cindy Breakspeare, je jamajská jazzová hudebnice a bývalá modelka. Byla korunována jako Miss World 1976. Je matkou reggae zpěváka Damiana Marleyho, kterého počala během vztahu s Bobem Marleym. Ten však byl ženatý až do své smrti v roce 1981 s Ritou Marley. Bob řekl, že písně "Waiting in Vain", "She use to call me Dada" a "Turn Your Lights Down Slow" jsou o ní a o jejich vztahu.

## Biografie
Narodila se v Torontu v kanadské provincii Ontario. Její otec byl Jamajčan, Louis Breakspeare, který byl britsko-jamajského původu, tudíž byl mulat. Její matka byla kanadská běloška, pocházející z Británie, Marguerite Cochrane. Cindy měla 3 bratry a jednu sestru. Její rodina se odstěhovala na Jamajku, když jí byly 4 roky. Už v pubertě začala s modelingem, zúčastnila se soutěže Miss Jamaica Body Beautiful a Miss Universe Bikini. Byla pozvána na Miss World 1976 do Londýna a 19. listopadu se stala druhou Jamajčankou, která vyhrála titul Miss World.
V roce 1981 se provdala za senátora a právníka jménem Tom Taveres-Finson. Má s ním 2 děti, syna Christiana (* 1982) a dceru Leu (* 1986). V roce 1995 se rozvedli.
V současné době je vdaná za hudebníka Ruperta Benta II. Na Jamajce si otevřela Rastafariánský obchod s ručně dělanými výrobky, který nazvala "Ital Craft". Má 4 vnuky od svých tří dětí.

## Filmografie
- Marley (2012) - diskuzní dokument o Bobu Marleym